# Нова Воля (гміна Зелюв)
Нова Воля (пол. Nowa Wola) — село в Польщі, у гміні Зелюв Белхатовського повіту Лодзинського воєводства.
Населення — 96 осіб (2011).
У 1975-1998 роках село належало до Пйотрковського воєводства.

## Демографія
Демографічна структура станом на 31 березня 2011 року:
|          | Загалом | Допрацездатний вік | Працездатний вік | Постпрацездатний вік |
| -------- | ------- | ------------------ | ---------------- | -------------------- |
| Чоловіки | 44      | 6                  | 33               | 5                    |
| Жінки    | 52      | 12                 | 23               | 17                   |
| Разом    | 96      | 18                 | 56               | 22                   |